# Meidoornuil
De meidoornuil (Allophyes oxyacanthae) is een nachtvlinder uit de familie van de uilen (Noctuidae). De voorvleugellengte bedraagt tussen de 17 en 20 millimeter. De soort komt verspreid over Europa voor. Hij overwintert als ei.

## Waardplanten
De meidoornuil heeft als waardplanten meidoorn, sleedoorn, berk en allerlei fruitbomen.

## Voorkomen in Nederland en België
De meidoornuil is in Nederland en België een niet zo algemene soort, die verspreid over het hele gebied kan worden gezien. De vlinder kent één generatie die vliegt van begin september tot in november.